# Alt Krenzlin
Alt Krenzlin és un municipi a l'estat alemany de Mecklemburg-Pomerània Occidental. A la fi del 2013 comptava amb 771 inhabitants.
Es troba en una plana arrenosa, regada pels rius Rögnitz i Durchfahrtsbeeke i pel Canal de Ludwigslust i es troba a la regió dita Griese Gegend. El primer esment escrit del nucli de Loosen data del 1363 i d'Alt Krenzlin de 1369. L'actual municipi va ser creat el 1973 per la fusió dels antics municipis de Alt Krenzlin, Neu Krenzlin, Krenzliner Hütte, Loosen i Klein Krams.
A Neu Krenzlin hi havia una masia castral que el 1706 va ser venuda al ducat de Schwerin. El 1748 els senyors van crear una vidrieria, prop d'un pantà del qual s'explotava la torba com a combustible, a l'entorn de la qual els ducs van construir cases per als obrers. La vidrieria va tancar el 1779. No en queden cap traces excepte el nom del barri Krenzliner Hütte (Hütte és alemany per a foneria de vidre o de ferro). La masia castral va ser expropiat el 1945 i s'hi van allotjar refugiats. L'antiga masia va ser transformada el 2004 en residència per a gent gran. Unes cases i antigues masies han sigut llistades com a monument.